# Yugi Mutou
Yugi Mutou (japanski: 武 藤 遊戯, Hepburn: Mutō Yūgi), poznatiji kao Yugi Muto u engleskom dubu, izmišljeni je lik koji je stvorio Kazuki Takahashi i glavni je lik manga serije Yu-Gi-Oh !. Yugi je predstavljen kao tinejdžer koji rješava drevnu egipatsku zagonetku poznatu kao Milenijska zagonetka, nadajući se da će mu to ostvariti želju za formiranjem veza. Yugi oživljava drevni duh zvan Atem (闇 遊戯, Yami Yūgi) (Yami Yugi u engleskom dubu i Dark Yugi u engleskom prijevodu manga). Tijekom serije, Yugi sklapa prijateljstva sa sporednom glumom, komunicira s Atemom i uči o njegovim tajnama. Osim mange, Yugi se također pojavio u anime adaptacijama, filmovima i videoigrama temeljenim na franšizi.
Yugi je stvoren kao slab, mladić koji se zanima za igre i postaje heroj kad ih igra. Prema Takahashiju, kroz ovu osobinu, Yugi naglašava teme iz serije; prijateljstvo i uživanje u igrama. Atem je stvoren kao heroj koji će se snažnom karakterizacijom obraćati maloj djeci.

## Pojava u YuGiOh-u!
Yugi Mutou je glavni protagonist priče. Tijekom prvog poglavlja mange, on pokušava dovršiti Milenijsku zagonetku (千年 パ ズ ル, Sennen Pazuru), jednu od sedam milenijskih stavki i drevni egipatski artefakt, u nadi da će ostvariti njegovu želju za stjecanjem prijatelja. Međutim, nasiluju ga dvije razrednice, Katsuya Jonouchi (Joey Wheeler u engleskom animeu) i Hiroto Honda (Tristan Taylor), s bivšim su ukrali komad. Kad nadzornik u školskoj dvorani (po imenu Ushio) pretuče njih dvojicu, Yugi dolazi do obrane nasilnika i tuče ga Ushio. To uzrokuje da Jonouchi vrati ukradeni komad Yugijevom djedu, koji kasnije daje Yugi komad. Yugi dovršava Milenijsku zagonetku zbog čega ga posjeduje druga osoba koja, prema knjizi mrtvih, koja ikad riješi zagonetku Milenijuma, nasljeđuje igre sjene, postaje čuvar prava i donosi sud o zlu. Druga osobnost koja je nastanjivala Yugijevo tijelo, koju u mangi često nazivaju takvi epiteti kao što je Igra kralja (遊戯 王, Yūgiō, kralj igara u većini engleskih prijevoda). pomaže Yugiju kad god je u nevolji, izaziva nasilnike i zločince da igraju okultne presude pod nazivom Igre sjene (ami の ゲ ー ム, Yami no Gēmu) i provodi Kaznene igre (罰 ゲ ー ム, Batsu Gēmu) da izvrše pravdu protiv zla (zadane moći tisućljeća Predmetni valjak). Nakon što duša Milenijske zagonetke, Dark Yugi pobijedi Ushija u igri, Yugi se sprijatelji s Jonouchijem. U sljedećim poglavljima on također tvori veze s drugim likovima, od kojih je najistaknutiji Anzu Mazaki (Téa Gardner na engleskom animeu), koji umjesto toga razvija simpatiju za Yugijev alter-ego, i Hondu. Tijekom priče, Yugi upoznaje tinejdžera po imenu Seto Kaiba opsjednut igrom u kartama poznat kao Duel Monsters. Na kraju Yugi i Kaiba imaju dvoboj, u kojem ga Yugi poražava. To rezultira rivalstvom jer Kaiba želi dobiti revanš protiv Jugija i Darka Yugija(Yami Jugija). Ubrzo nakon Kaibinog poraza, Yugi dobiva pozivnicu na Duel Monsters turnire koje održava Maximillion J. Pegasus (Pegasus J. Crawford u japanskoj verziji). Da bi ga namamio van, Pegasus je ukrao dušu Sugoroku svojim Milenijskim okom. Yugi i Jonouchi odlaze na turnir, a potonji žele iskoristiti nagradni novac kako bi ga iskoristili za operaciju vraćanja vida njegove sestre. U pratnji Anzua i Honde, Yugi i Jonouchi poražavaju više dvoboja, ali Yugi se prisiljava prepustiti se Kaibi; ukradena je i duša Mokuba Kaibe, brata Setoa Kaibe. Uz pomoć bivšeg suparnika Mai Kujaku (Mai Valentine u engleskom animeu), Yugi uspijeva doći do Pegasusova dvorca. Nakon turnira, Yugi i Yami mogu pobijediti Pegasusa. Dok Pegasus obnavlja ukradene duše, Yugi daje Jonouchi nagradu za liječenje njegove sestre Serenity Wheeler. Neko vrijeme nakon Pegasusovog turnira, Dark Yugi od žene po imenu Ishizu Ishtar saznaje da je on nekada bio faraon, ali sjećanje mu je izbrisano tijekom sukoba. Ubrzo nakon toga, Kaiba najavljuje vlastiti turnir - Battle City - na kojem svaki gubitnik natjecanja mora pobjedniku dati svoju najdragocjeniju kartu. Skupina lovaca predvođena Ishizuovim korumpiranim mlađim bratom Malikom sprema se izazivati Yugija i osvetiti se faraonom. U jednom dvoboju, Yugi se suočava s Ozirisom, Nebeskim Zmajem: jednom od tri egipatske Božje karte koje su prepoznate kao tri najjače karte. Yugi pobjeđuje Marikova lovca i zarađuje Ozirisa. Kasnije ga koristi za poraz Yamija Bakure i još jednom da se suprotstavi Kaibi u revanšu, jer njegov suparnik koristi drugu God Card: Obelisk Tormentor. Yugi pobjeđuje Kaibu i dobiva Obelisk. U finalu, Yugi se suočava s Marikovim tamnijim alter-egom koji ima treću Božju kartu: Krilati Zmaj Ra. Koristeći karticu koju je Kaiba prethodno prošla, Yugi pobjeđuje Marika, dobiva Ra i postaje prvak turnira.
Tijekom posljednjeg luka priče manga, Dark Yugi koristi tri Božje karte kako bi naučio njegovu prošlost. Prevezen je u alternativnu verziju svog života u kojem je živio kao faraon. Za to vrijeme, faraon se više puta sukobljava protiv Yamija Bakure, dok Yugi i njegovi prijatelji traže način da mu pomognu. Na kraju mange otkriva se da mu je ime faraona bio Atem (ア テ ム, Atemu), koji je svoju dušu zapečatio u Slagalicu zajedno s Velikim Bogom zla, Nekrofama Zorca. Grupa napokon može pobijediti Zorca i njegovog avatar-a, Dark Bakura, jednom zauvijek u svijetu sjećanja (koji je ponovno oživio prošlost faraona.